# Vincenzo Randi
Vincenzo Randi (Ravenna, 24 ottobre 1932 – Ravenna, 23 maggio 1977) è stato un medico e politico italiano.

## Biografia
Nato a Ravenna nel 1932, conseguì la laurea in medicina e chirurgia il 25 febbraio 1958 all'Università di Bologna, dove lavorò presso la clinica medica e ottenne la specializzazione in medicina generale nel 1963, in igiene e sanità pubblica nel 1965 e in cardiologia nel 1966.
Rientrato a Ravenna, fu attivo nella vita politica e amministrativa della città, sedendo nei banchi del consiglio comunale nelle file del Partito Socialista Italiano, di cui fu capogruppo dal 1973 al 1976. Fu eletto sindaco di Ravenna il 28 maggio 1976.
Fu autore di studi medici nel campo della fisiopatologia, diagnostica e cardiologia, in particolare per quanto riguarda i circoli distrettuali e la clinica del periodo post-infartuale.
Deceduto improvvisamente all'età di 44 anni il 23 maggio 1977, gli sono stati intitolati a Ravenna un viale e una scuola elementare.